# Nomvula Mokonyane
Nomvula Paula Mokonyane (sinh ngày 28 tháng 6 năm 1963, Kagiso, Gauteng) là Bộ trưởng Bộ Môi trường tại Nam Phi, được bổ nhiệm vào ngày 22 tháng 11 năm 2018 dưới thời Tổng thống Cyril Ramaphosa. Cô lần đầu tiên được bổ nhiệm vào nội các Nam Phi vào tháng 5 năm 2014 dưới thời Tổng thống Jacob Zuma, giữ chức Bộ trưởng Bộ Nước và Vệ sinh, và trở thành Bộ trưởng Truyền thông dưới thời Tổng thống Cyril Ramaphosa vào tháng 1 năm 2018. Trước khi phục vụ trong Nội các, cô là Thủ tướng của tỉnh Gauteng, được bầu sau cuộc tổng tuyển cử Nam Phi năm 2009. Bà cũng là Chủ tịch danh dự của Hiệp hội hữu nghị nhân dân Nam Phi-Trung Quốc.

## Tuổi thơ
Nomvula Mokonyane sinh ra ở thị trấn Kagiso của West Rand, là con út trong một gia đình có 12 người, có sáu chị em gái và năm anh em. Cô trúng tuyển tại trường trung học Mosupatsela, Kagiso. Cô là người Công giáo và vẫn là một thành viên tích cực của câu lạc bộ mạng xã hội của mình.

## Khởi đầu
Sự nghiệp chính trị của Nomvula Mokonyane bắt đầu vào đầu những năm 1980 với tư cách là một nhà hoạt động sinh viên. Trong thời gian đó, cô đã trở thành một thành viên của Học sinh Cơ đốc trẻ tuổi (YCS) và là thành viên sáng lập của Đại hội Sinh viên Nam Phi (Cosas). Cô cũng là thư ký công khai của chi nhánh Krugersdorp của Mặt trận Dân chủ Thống nhất và là người tổ chức Liên đoàn Phụ nữ Transvaal (Fedtaw), một tổ chức hỗ trợ các gia đình của những người bị giam giữ và thanh niên trong cuộc đấu tranh của họ cho các hội đồng đại diện sinh viên dân chủ.
Vì các hoạt động chính trị của mình, Mokonyane liên tục bị cảnh sát an ninh apartheid quấy rối và giam giữ. Sau khi thành lập các tổ chức chính trị vào năm 1990, Mokonyane đã tham gia vào việc tái lập cấu trúc ANC và SACP.

## Sự nghiệp chính trị
Nomvula Mokonyane phục vụ trong Hội đồng lập pháp Gauteng từ năm 1994 trong nhiều ủy ban danh mục đầu tư trước khi cô được bổ nhiệm MEC về Nông nghiệp, Bảo tồn và Môi trường vào năm 1996. Cô trở thành MEC vì An toàn và Liên lạc từ năm 1999 đến 2004, và được bổ nhiệm làm Nhà ở MEC từ năm 2004 đến 2009. cũng là thành viên của Ủy ban điều hành quốc gia (NEC) của Quốc hội châu Phi được bầu tại hội nghị quốc gia lần thứ 52 năm 2007 tại Polokwane.